# Hora Mică
Hora Mică (románul: Hora Mică) falu Romániában, a Bánságban, Krassó-Szörény megyében.

## Fekvése
Somosréve (Cornereva) mellett fekvő település.

## Története
Hora Mică korábban Somosréve (Cornereva) része volt. 1956-ban vált külön településsé 75 lakossal.
1966-ban 45, 1977-ben 43, 1992-ben 36, 2002-ben pedig 37 román lakosa volt.